# 西藏半生緣
《西藏半生緣》（英語：The Lost World of Tibet）是英國廣播公司與英國電影協會合作製作的紀錄片。這部90分鐘的紀錄片2006年11月在英國廣播公司第二台首播。台灣公共電視台於2008年5月20晚上放映。
本片由丹·克魯克山克主持，其特點是拍攝了1950年前的西藏，影片部分片段來自二十世紀三十年代，其中包括十四世達賴喇嘛丹增嘉措和其他人的評論。

## 外部連結
- YouTube上的The Lost World of Tibet
- 互联网电影数据库（IMDb）上《The Lost World of Tibet》的资料（英文）